# Weldon (Arkansas)
Weldon é uma cidade  localizada no estado americano de Arkansas, no Condado de Jackson.

## Demografia
Segundo o censo americano de 2000, a sua população era de 100 habitantes.
Em 2006, foi estimada uma população de 94, um decréscimo de 6 (-6.0%).

## Geografia
De acordo com o United States Census Bureau, a localidade tem uma área de 0,7 km², sem área coberta por água.

## Localidades na vizinhança
O diagrama seguinte representa as localidades num raio de 24 km ao redor de Weldon.